# 李婉芬 (演员)
李婉芬（1932年1月29日—2000年11月14日），中国著名表演艺术家，北京人。
李1949年考入华北大学戏剧科，毕业后被分配到华大文工团任演员，开始了与共和国同龄的戏剧生涯。1950年第一次担任大型话剧《红旗歌》的主要角色，1952年后随团进入北京人民艺术剧院，参演过多部话剧。
整整50年，她塑造了一系列性格各异、风趣幽默、鲜活逼真的人物形象，如北京人艺话剧《茶馆》中的庞四奶奶，《骆驼祥子》中的虎妞，《武则天》中的武则天，《王昭君》中的姜夫人，《女店员》中的齐伯母，《虎符》中的平原君夫人以及《祸起萧墙》中的组织部长等。1986年春晚曾与周国治演小品《送礼》，在其中饰演局长丈母娘、保姆、局长老婆、女局长四个不同角色，充分体现了她非常高超的表演水平。尤其是1983年在中国第一部大型电视连续剧《四世同堂》中扮演的“大赤包”形象，给全国亿万观众留下了深刻的印象，由此获得了第四届大众电视金鹰奖最佳女配角奖。1993年客串情景喜剧《我爱我家》中“姑妈从大洋彼岸来”一集中的姑妈－贾淑芬。
2000年11月14日，因心脏病突发逝世。